# La Motte-de-Galaure
La Motte-de-Galaure è un ex comune francese di 784 abitanti situato nel dipartimento della Drôme della regione dell'Alvernia-Rodano-Alpi.Nel 2022 si è fuso con Mureils per formare il comune di Saint-Jean-de-Galaure.

## Società

### Evoluzione demografica
Abitanti censiti